# 孙江山
孙江山（1985年10月24日—），中国足球运动员，司职后卫，现效力于中超球队青岛中能。